# جون بال (كاتب)
جون بال (بالإنجليزية: John Ball)‏‏ (8 يوليو 1911 في سكنيكتادي، نيويورك - 15 أكتوبر 1988 في إنسينو ‏) كاتب، وروائي، وكاتب سيناريو من الولايات المتحدة.

## الجوائز
- جائزة إدغار

## روابط خارجية
- جون بال على موقع IMDb (الإنجليزية)
- جون بال على موقع ألو سيني (الفرنسية)
- جون بال على موقع أول موفي (الإنجليزية)
- جون بال على موقع قاعدة بيانات الأفلام السويدية (السويدية)
- جون بال على موقع قاعدة بيانات الفيلم (الإنجليزية)
- جون بال على موقع كينوبويسك (الروسية)